# BIP Investment Partners
BIP Investment Partners és una empresa especialitzada en inversions establerta a la Ciutat de Luxemburg. Les seves activitats són dividides entre proporcionar capital d'inversió a diversos negocis, particularment capital de risc a empreses emergents, i invertint també en negocis ja establerts a Luxemburg.
La companyia va ser fundada l'any 2000 com una joint venture entre el Banque Générale du Luxembourg (BGL), i posteriorment va ser adquirida pel Fortis Group. Va adquirir el nom actual al febrer de 2006. BIP participa en la Borsa de Luxemburg, i en el LuxX Index.